# Pangkal Pinang
Pangkal Pinang est la plus grande ville de l'île de Bangka en Indonésie, et la capitale de la province des îles Bangka Belitung. Elle est située sur la côte est de Bangka.
La ville a le statut de kota.

## Histoire
Afin de mieux contrôler les mines d'étain de l'est de l'île de Bangka, les Hollandais déplacent la capitale de Bangka Belitung de Muntok à Pangkal Pinang en 1913.

## Démographie

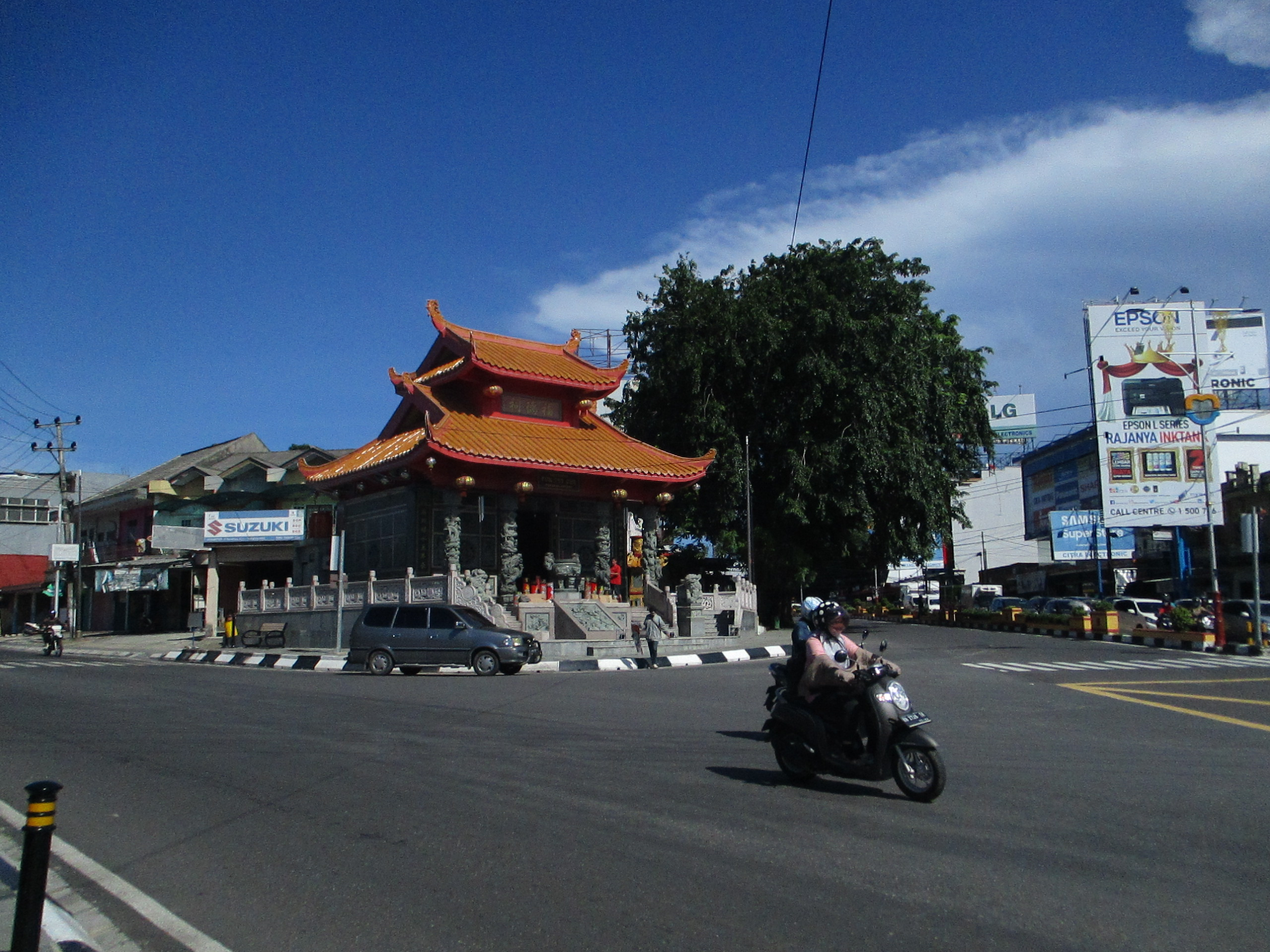
Temple Chinois de Pangkal Pinang

La population de Pangkalpinang était de 108 411 en 1990 et a grimpé à 174 838 d'après le recensement de 2010. La population est essentiellement malaise et parle le "Bahasa Bangkak", avec une forte minorité de Chinois d'Indonésie, originaire de la province de Guangdong du sud de la Chine. Ils sont appelés 'Peranakan' localement, et parlent le Hakka

## Administration
La ville est divisée en cinq kecamatans, classés ci-dessous avec leurs populations en 2010 :
| Name          | Population Recensement 2010 |
| ------------- | --------------------------- |
| Rangkui       | 39,938                      |
| Bukit Intan   | 43,325                      |
| Pangkal Balam | 41,055                      |
| Taman Sari    | 13,117                      |
| Gerunggang    | 37,323                      |
| Gabek         | nouveau kecamatan           |

## Transports

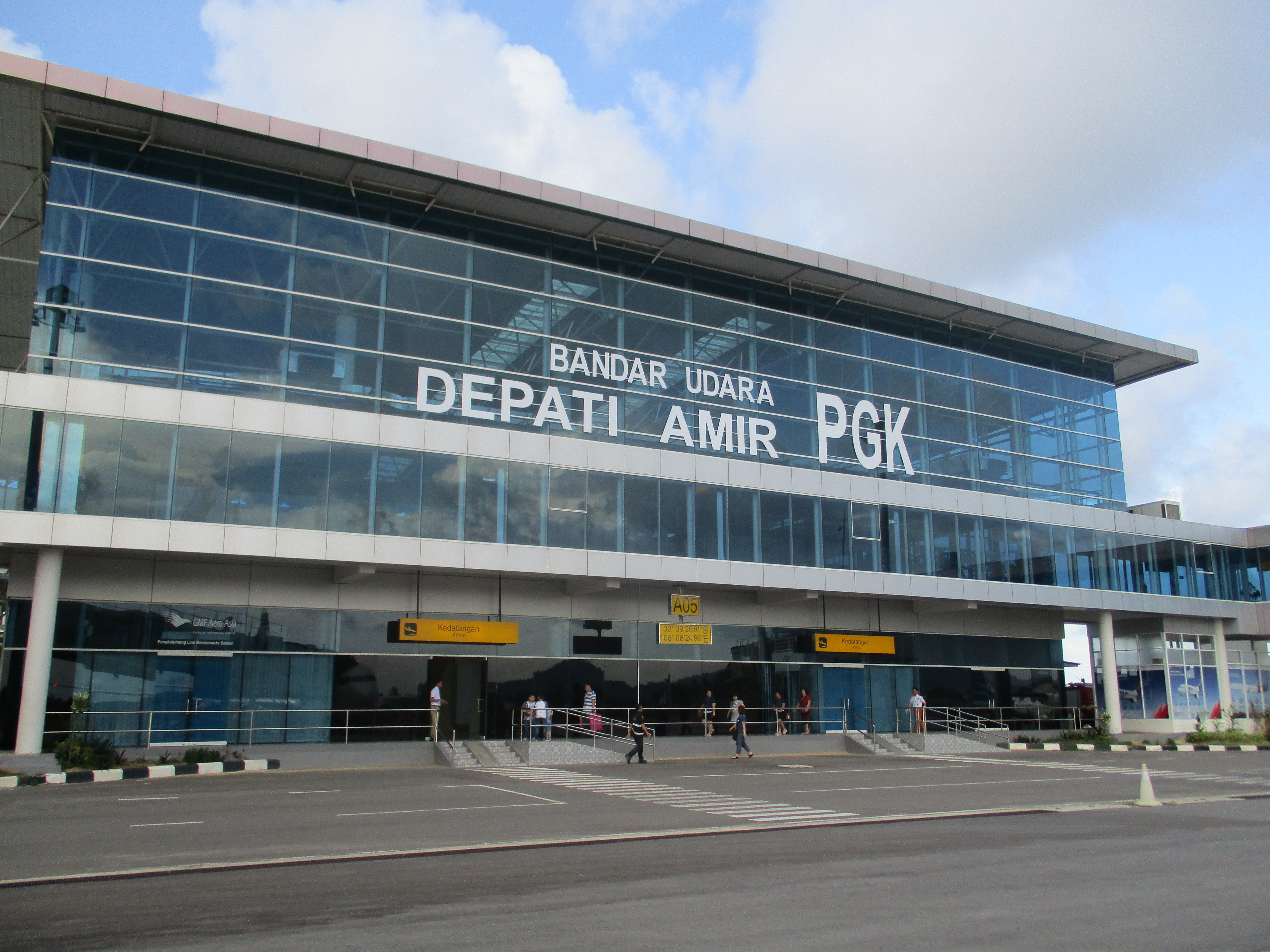
Aéroport Depati Amir : la nouvelle aérogare

La ville est desservie par l'aéroport Depati Amir.

## Religion
La ville est le siège du Diocèse de Pangkal Pinang suffragant à l’Archidiocèse de Palembang. Depuis le 30 mars 1987, l’évêque du diocèse est Hilarius Moa Nurak, S.V.D.
L'église principale est la cathédrale Saint Joseph

## Jumelages
- Ipoh (Malaisie)
- Ambon (Indonésie)